# Samoyedos

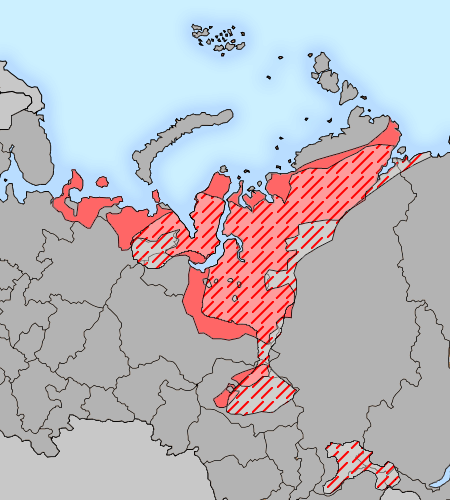
Distribución geográfica de los pueblos de habla samoyeda en los siglos XVII y XX.

Los samoyedos  son un grupo de pueblos estrechamente emparentados que hablan lenguas samoyedas, que forman parte de la familia urálica. Constituyen una agrupación lingüística, étnica y cultural. El nombre deriva del término obsoleto Samoyedo (que significa "comedor de sí mismo" en ruso) utilizado en Rusia para algunos pueblos indígenas de Siberia.

## Pueblos

### Contemporáneos
| Gente     | Grupo                | Idioma    | Números              | Territorio más importante                                                                       | Otros territorios tradicionales   |
| --------- | -------------------- | --------- | -------------------- | ----------------------------------------------------------------------------------------------- | --------------------------------- |
| Nénets    | Samoyedos del Norte  | Nenets    | 45,000               | Distrito Autónomo Yamalo-Nenets Distrito Autónomo de Nenets Distrito Taymyrsky Dolgano-Nenetsky | Distrito Autónomo de Khanty-Mansi |
| Enets     | [Samoyedos del Norte | Enets     | 200-300              | Krasnoyarsk Krai                                                                                |                                   |
| Nganasans | Samoyedos del norte  | Nganasan  | 900-1000             | Krasnoyarsk Krai                                                                                |                                   |
| Selkups   | Samoyedos del sur    | Selkup    | 3,700                | Región de Tomsk Distrito Autónomo de Yamalo-Nenets                                              | Región de Krasnoyarsk             |
| Kamasins  | [Samoyedos del Sur   | Kamassian | 2 o alrededor del 20 | Krasnoyarsk Krai                                                                                |                                   |

### Extinto
- Yurats, que hablaban Yurats (samoyedos del norte)[7]
- Mators o Motors, que hablaban Mator (samoyedos del sur)[7]
- Kamasins, que hablaban Kamassian (Samoyedos del Sur) (en los dos últimos censos, dos personas se identificaron aún como Kamasin bajo el subgrupo "otras nacionalidades".)[8][5]

El mayor de los pueblos samoyedos son los nenets, que viven principalmente en dos distritos autónomos de Rusia: Yamalo-Nenetsia y Nenetsia. Una parte de los nenets y la mayoría de los enets y nganasanos vivían en el distrito autónomo Taymyria (antes conocido como Dolgano-Nenetsia), pero hoy esta zona es un territorio con estatus especial dentro de la región de Krasnoyarsk. La mayoría de los selkups viven en el distrito autónomo de Yamalo-Nenets, pero también hay una población importante en la provincia de Tomsk.

## Galería

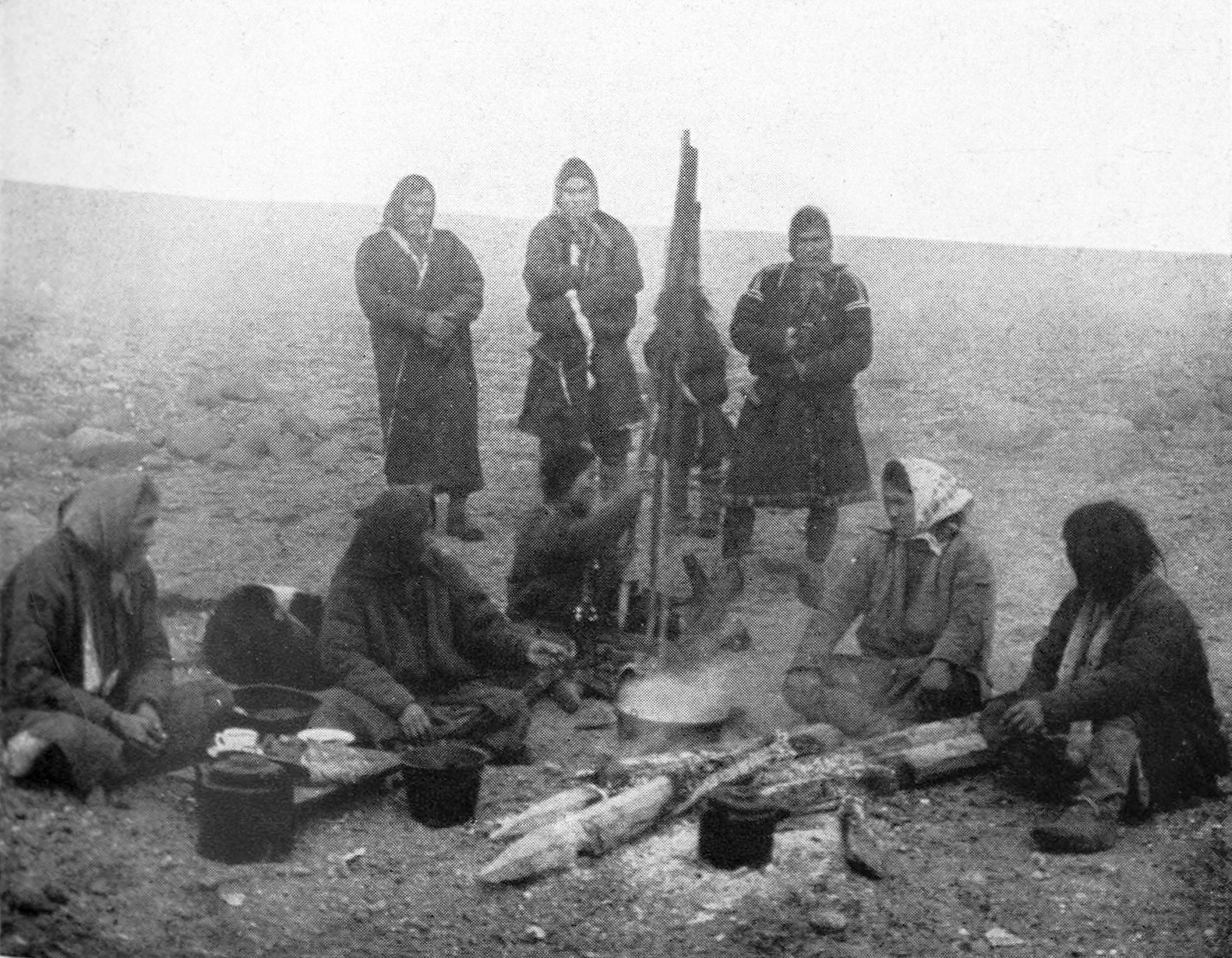
Un grupo de samoyedos alrededor de una hoguera (1914)
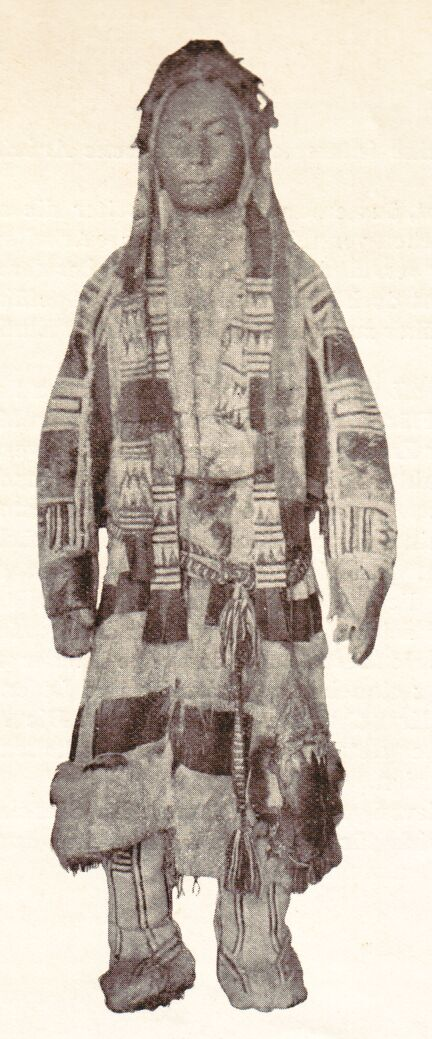
Vestido de invierno de los samoyedos (antes de 1906)
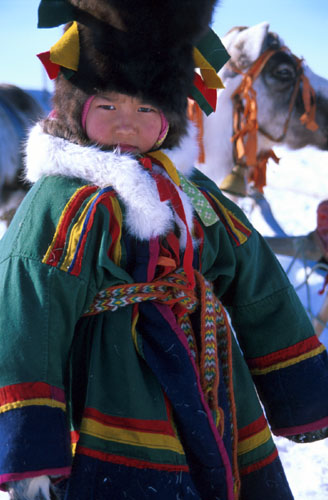
Niño nénets
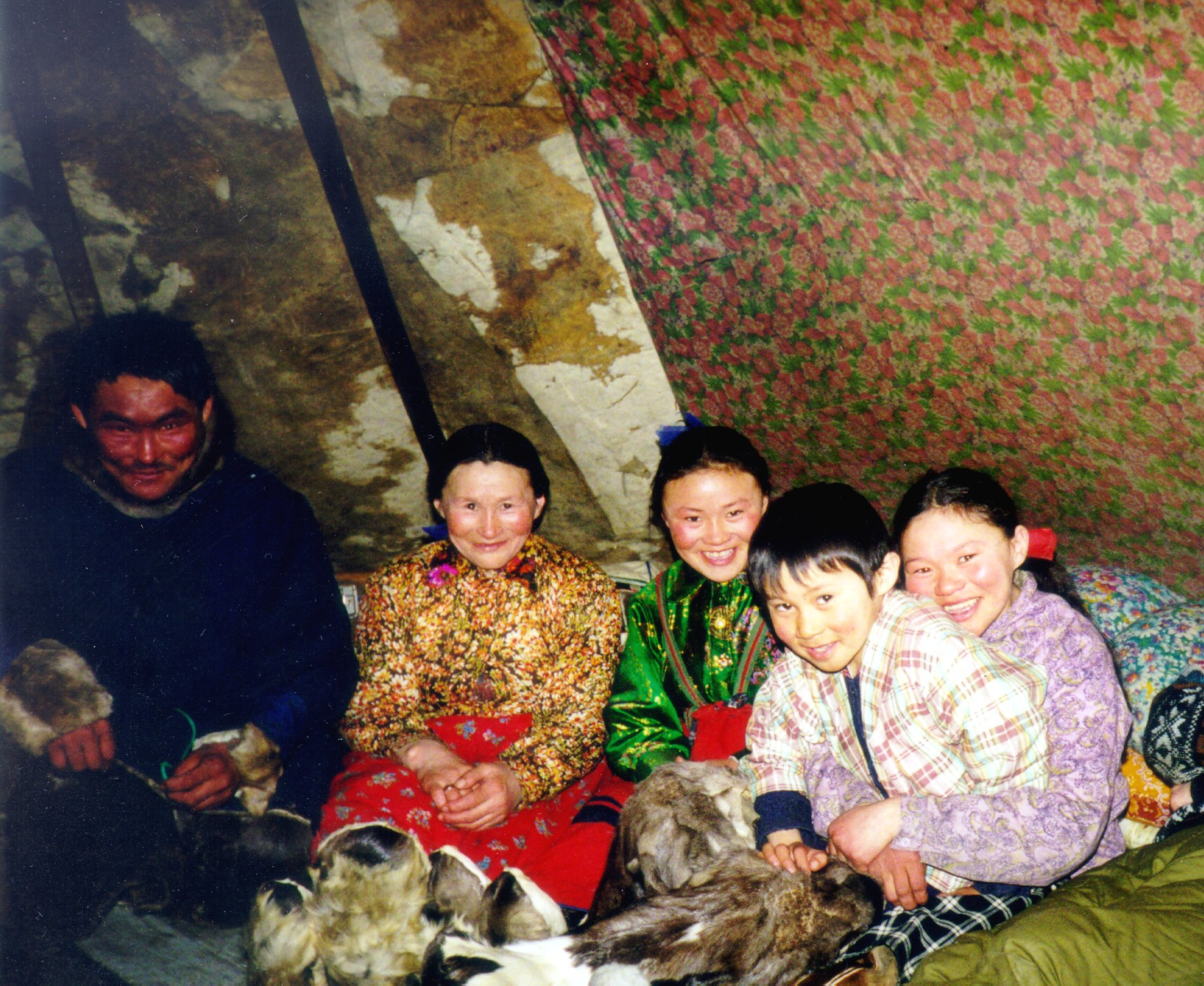
Familia nénets
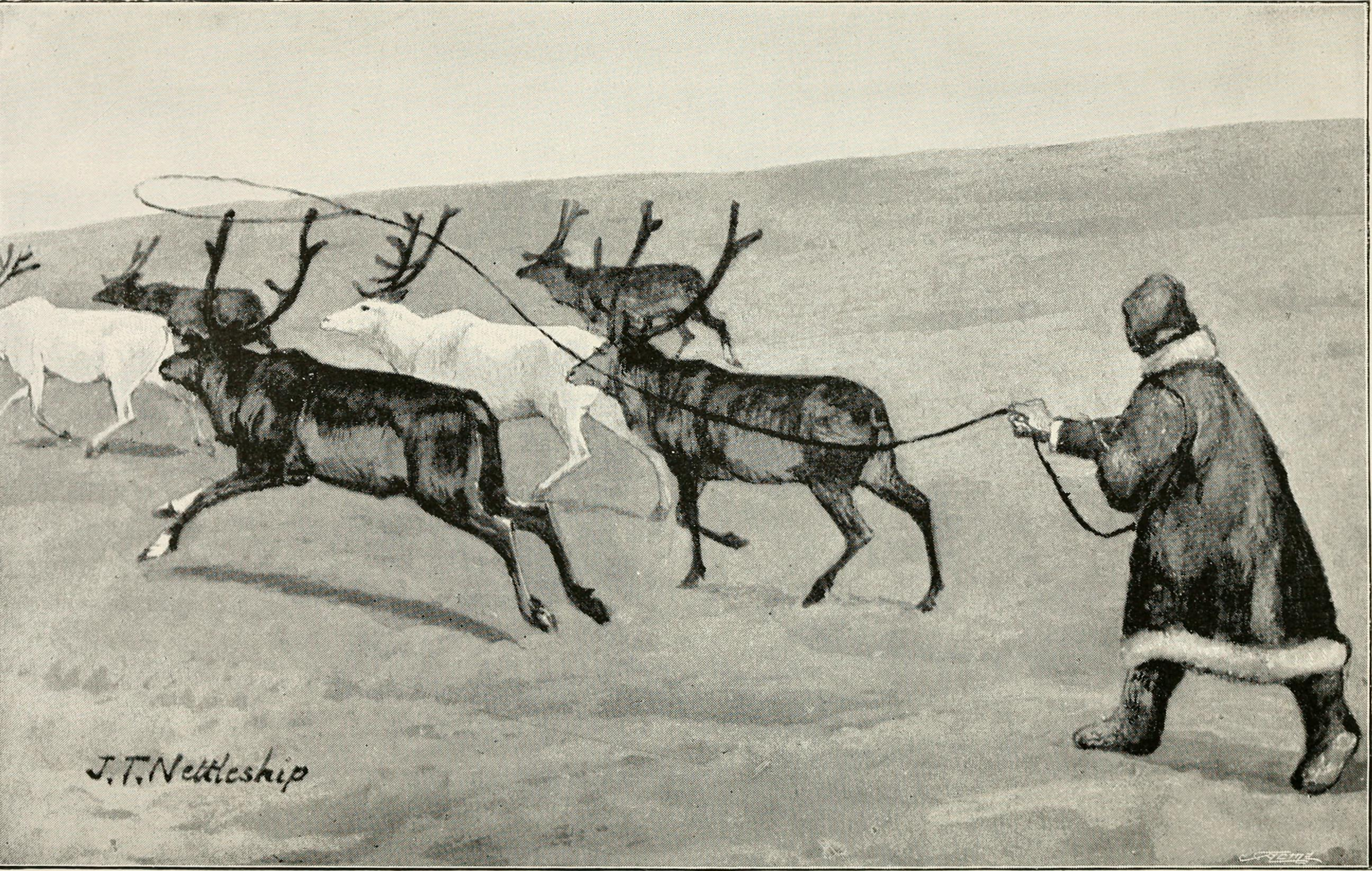
Una manada de renos en la isla de Kolguyev en 1895.